# Allmogebåt

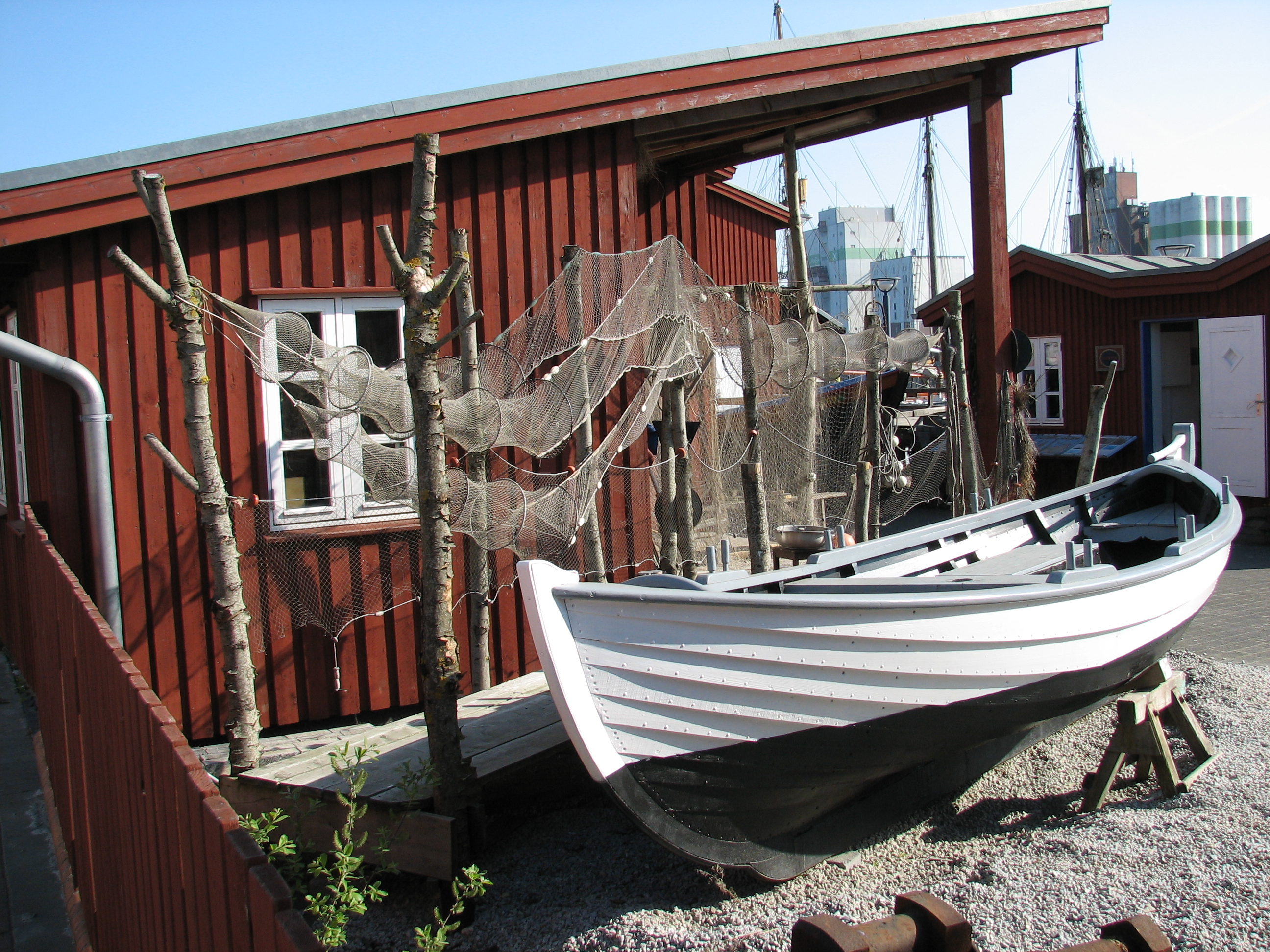
Dansk snipa vid Flensburgs varvsmuseum

Allmogebåt kallas de bruksbåtar som sedan lång tid tillbaka använts av befolkningen vid kuster, insjöar samt älvar och åar i Norden. Dessa båtar var ursprungligen helt öppna utan däck och avsedda för husbehovsfiske, jakt och kommunikation mellan öar och skär. Allmogebåtarna var klinkbyggda båtar i flera olika storlekar från cirka fyra meter till upp mot tio meter eller längre. Ordet allmogebåt är idag ett vedertaget begrepp, men fram till 1970-talet förekom det sparsamt, och främst från ett utifrånperspektiv, det vill säga att de som byggde och brukade kallade själva inte sina båtar för allmogebåtar. I de finskspråkiga delarna av Finland inklusive Åland används inte begreppet allmogebåtar. 

## Historia
Den skandinaviska allmogebåten har sina rötter i de klinkbyggda vikingatida båtarna och skeppen. Konstruktionen i sin helhet har inte ändrats mycket på mer än ettusen år. Den nordiska snipan är urtypen till dagens allmogebåtar, vissa har betydligt senare fått akterspegel. 
Allmogebåtar har sina särdrag beroende på lokal tradition, de närliggande farvattnen och på vilket sätt de var ämnade att användas. Allmogebåtar på större öar som Öland eller Gotland är formade för att passa sina förhållanden, liksom de vid älvar eller på stora sjöar i inlandet. Även val av virke skiljer sig mellan olika områden. Vid kuster i södra Sverige och den svenska västkusten användes i huvudsak ek medan furu dominerade på de stora öarna, i insjöarna och utefter Sveriges ostkust.
Båten var viktig vid lokalbefolkningens dagliga sysslor såsom fiske eller transport av förnödenheter eller av djur mellan kobbar och skär på sommaren när djuren var på sommarbete. Allmogebåten användes för transporten till kyrkan vid till exempel gudstjänst, bröllop eller begravning och för barnens skolgång, när skolan var belägen på en större ö eller på fastlandet, under den isfria delen av året. Även statens tjänsteutövare som lotsar och tullare använde denna båttyp i tjänst. 

## Tillverkning
Båtarna byggdes av lokala båtbyggare, oftast utan mallar eller endast efter en mall för nollspantet i mitten. Båtbyggarna hade lärt sig konsten av någon äldre släkting, eller varit timmermän till sjöss. De tidigare båtbyggarna arbetade utomhus. Verktygen bestod endast av handverktyg som till exempel olika yxor, yxan var det viktigaste redskapet innan sågen blev vanlig. För båtbyggnad är ett lod till stor hjälp för att rikta upp stävar vid en kölsträckning av den kommande båten, även vid inpassning av spant och bottenstockar kom olika lodverktyg till användning. Vidare har båtbyggaren använt stämjärn, måttstockar, smygvinklar. Resultatet var beroende av virkets beskaffenhet, båtbyggarens skicklighet och beställarens önskan. En del båtbyggare kom till beställaren och byggde båten på plats. 
Träden till virket som användes fälldes i anslutning till det blivande båtbygget i samspråk med båtbyggaren. Det var viktigt att få lämpligt båtvirke till krokiga byggnadsdelar, för stävar och spant. Virket till bord och krokiga byggnadsdelar blev i äldre båtbyggnad kilade ur stocken, den efterföljande bearbetningen utfördes med yxa. Senare har det kommit kransågar som underlättade framtagning av virke. När båtbyggarna senare uppförde verkstäder blev de mindre beroende av vädret, olika maskiner som till exempel bandsågar och maskinhyvlar med flera inköptes. I och med maskinernas inträde i båtbyggarens tjänst var det enklare att få virkets ytor släta. Betydligt senare har man börjat förse vissa båtar med däck för att öka säkerheten samt för att kunna övernatta vid bortavaro från hemmet vid till exempel fiske eller säljakt. Efter hand började även båtar för nöjessegling byggas; flera båtkonstruktörer har hämtat inspiration från allmogebåtarna när senare båttyper tagits fram.

## Galleri

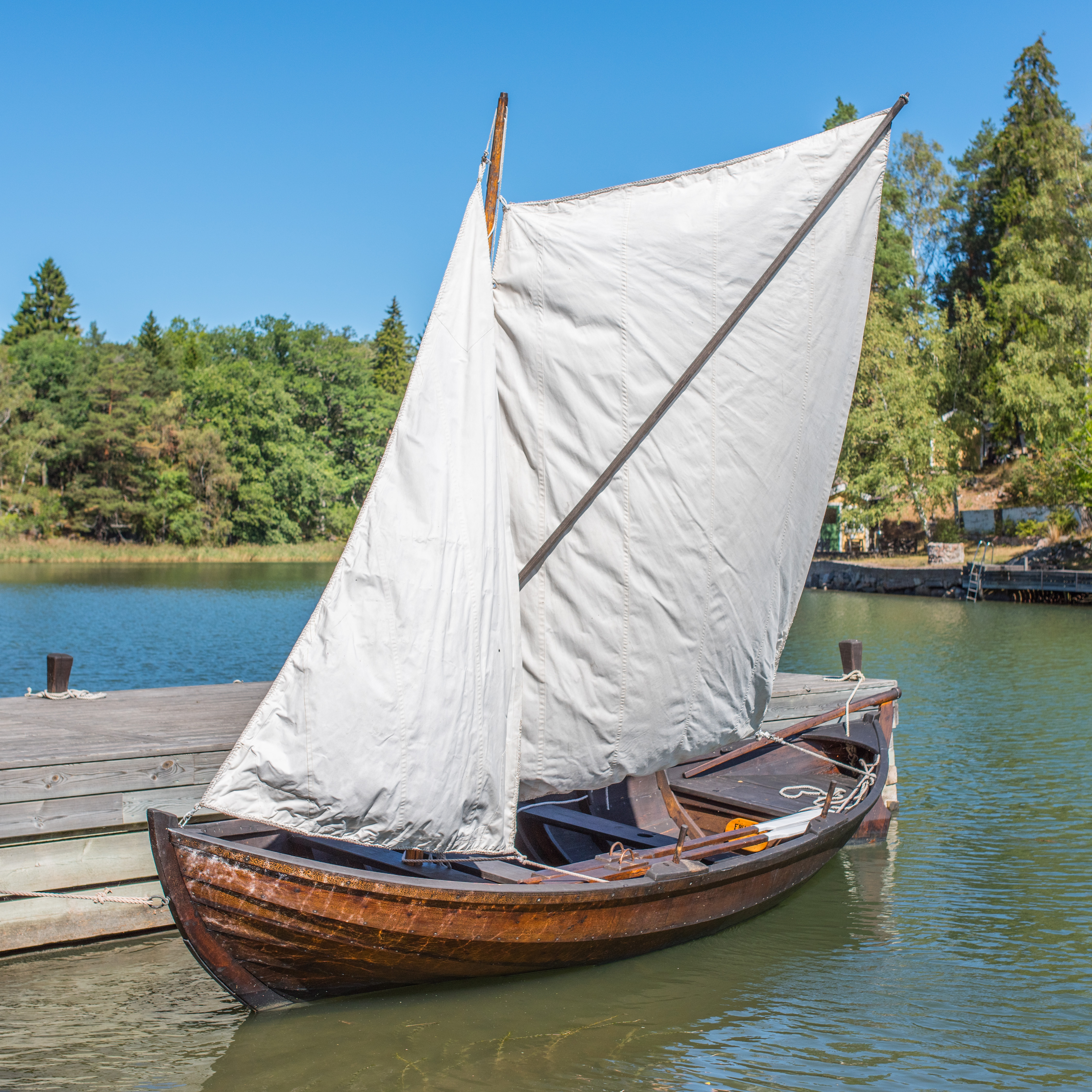
Svensk allmogebåt 2019
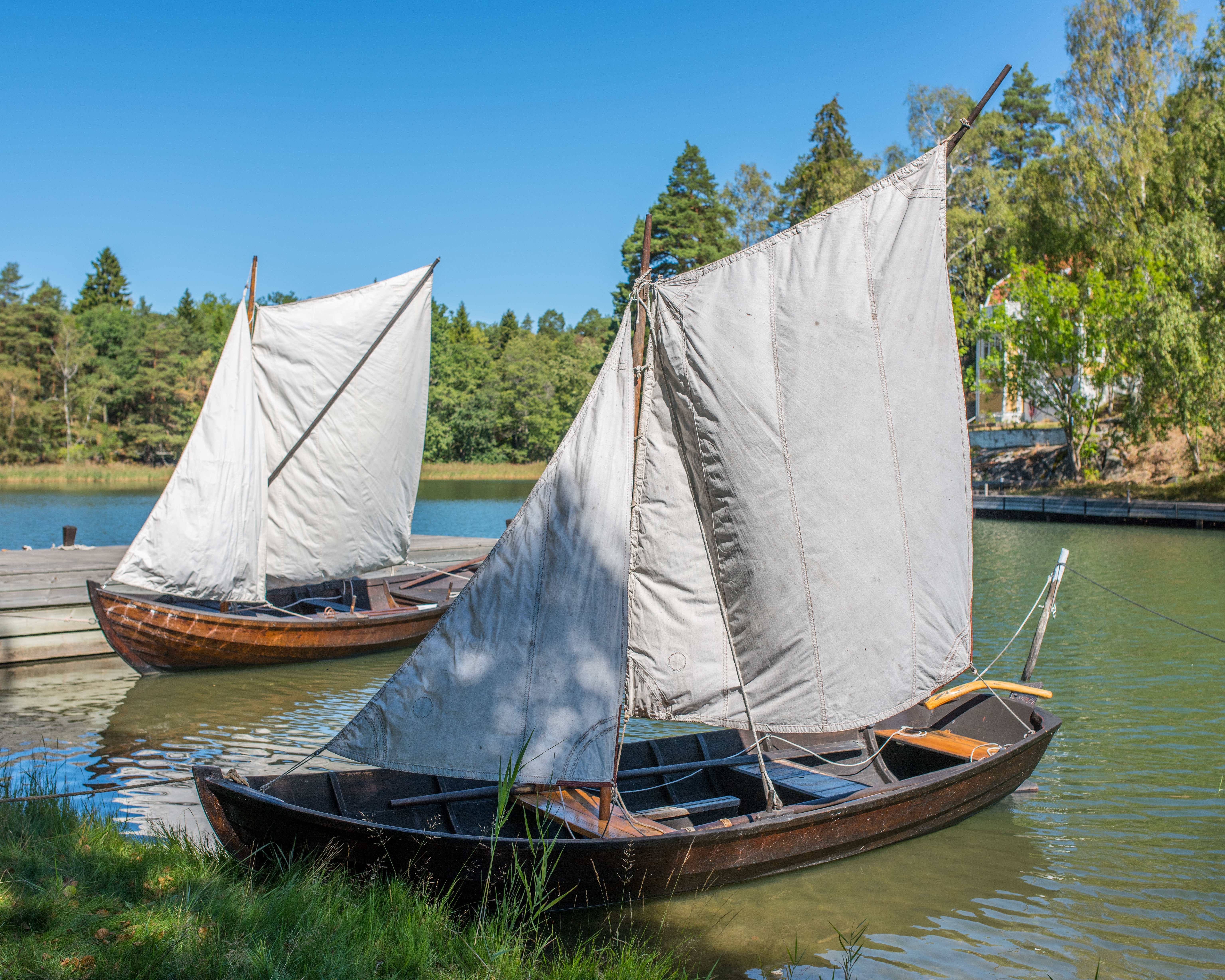
Svenska allmogebåtar 2019
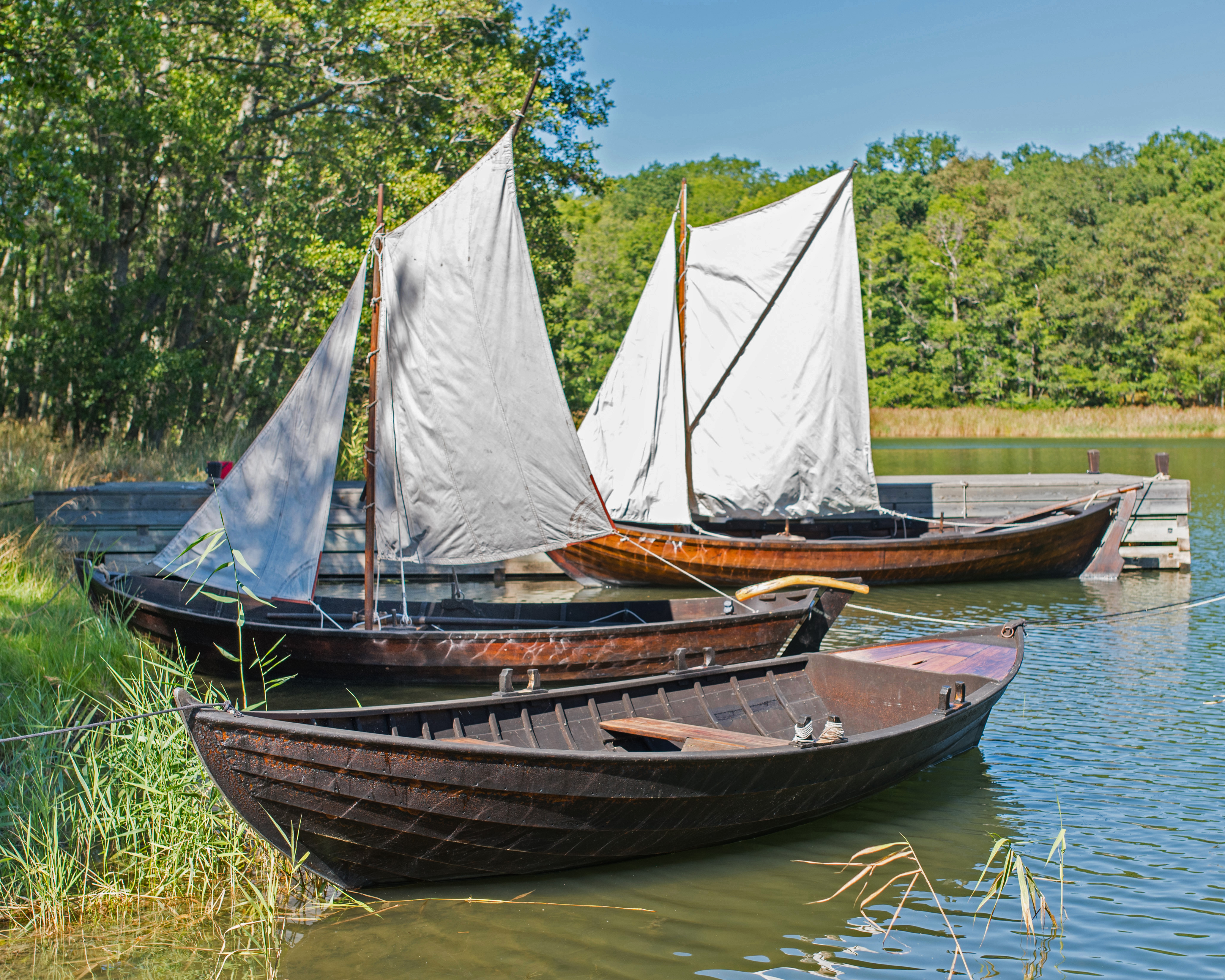
Svenska allmogebåtar 2019
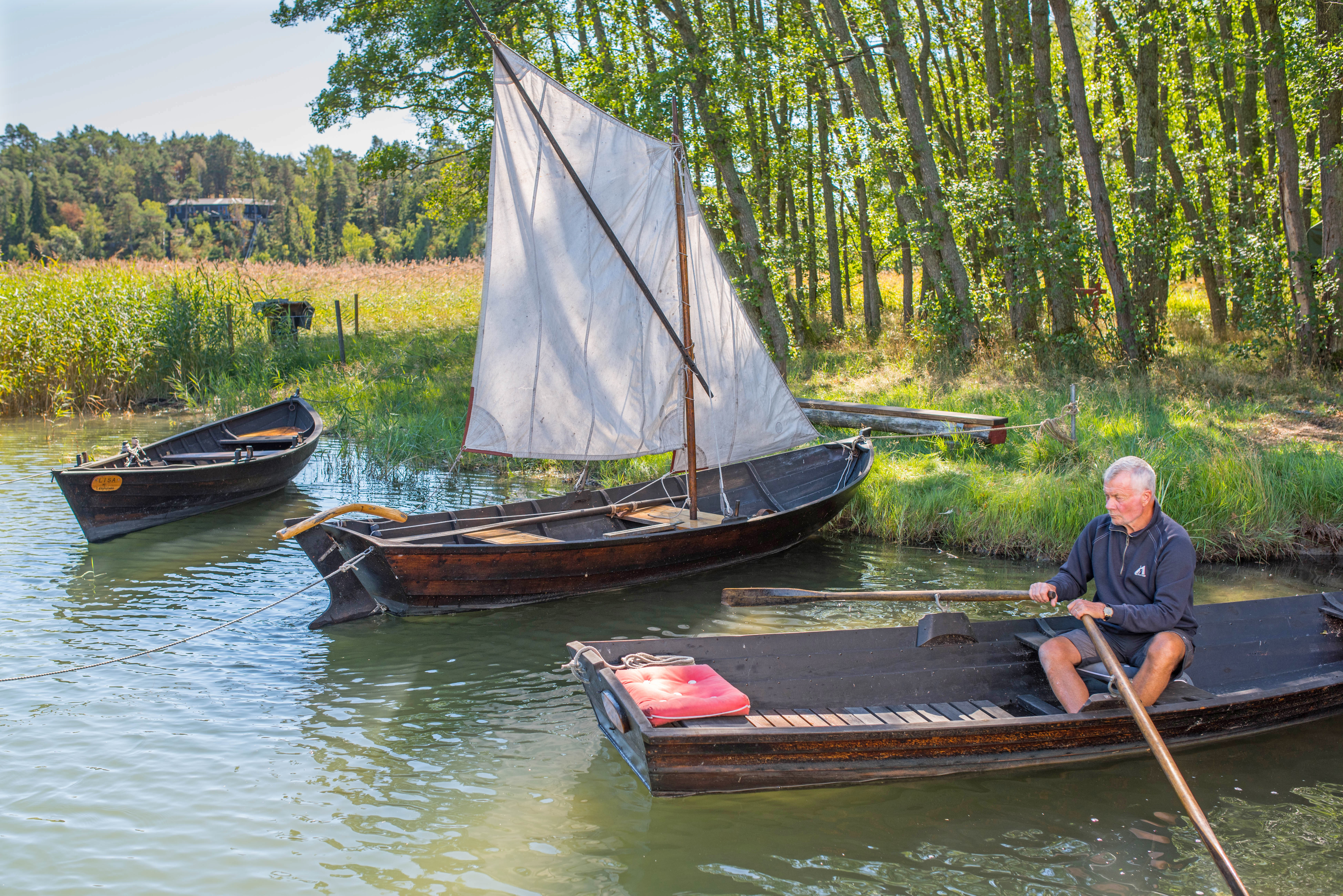
Svenska allmogebåtar 2019
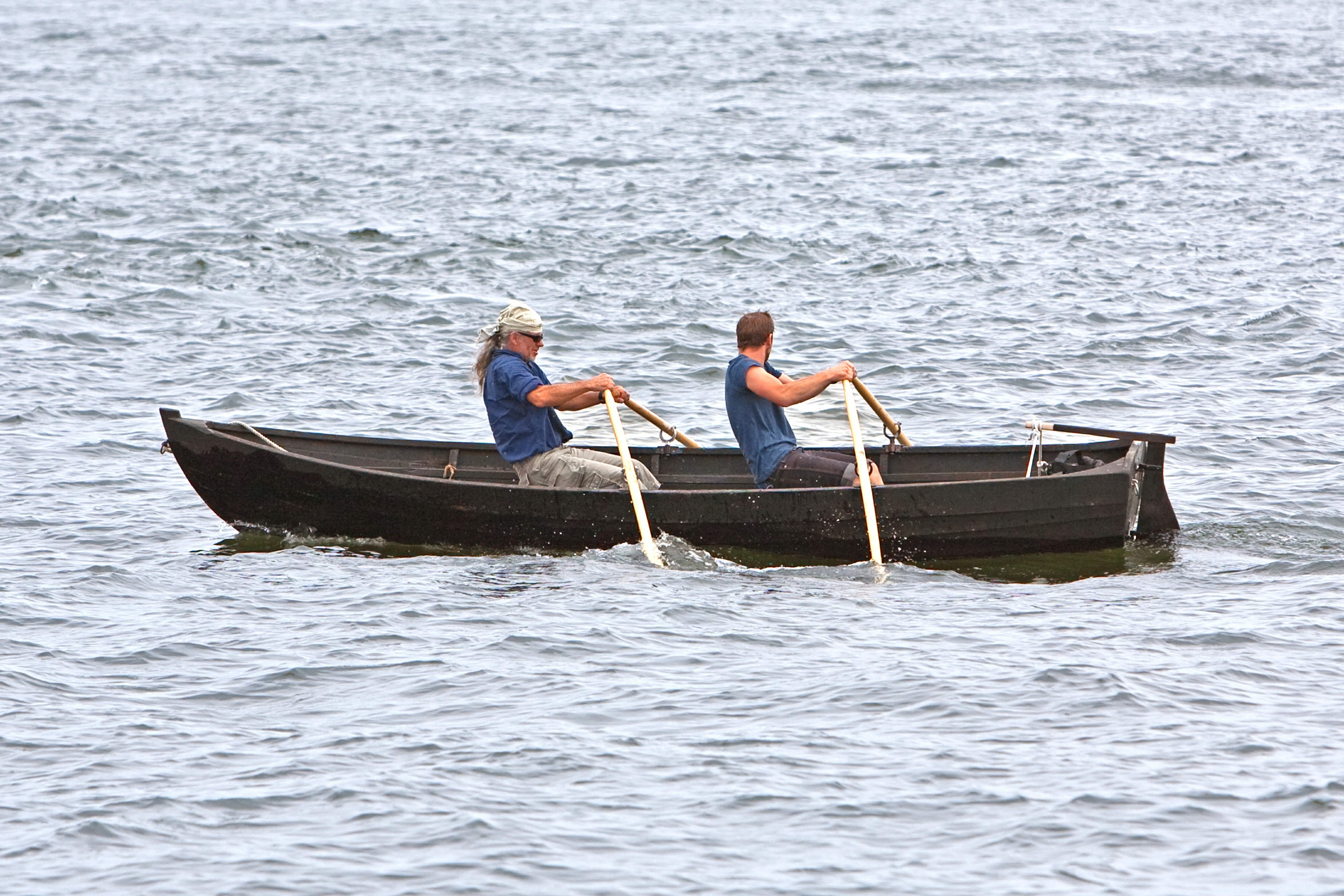
Svensk allmogebåt i roddtävling
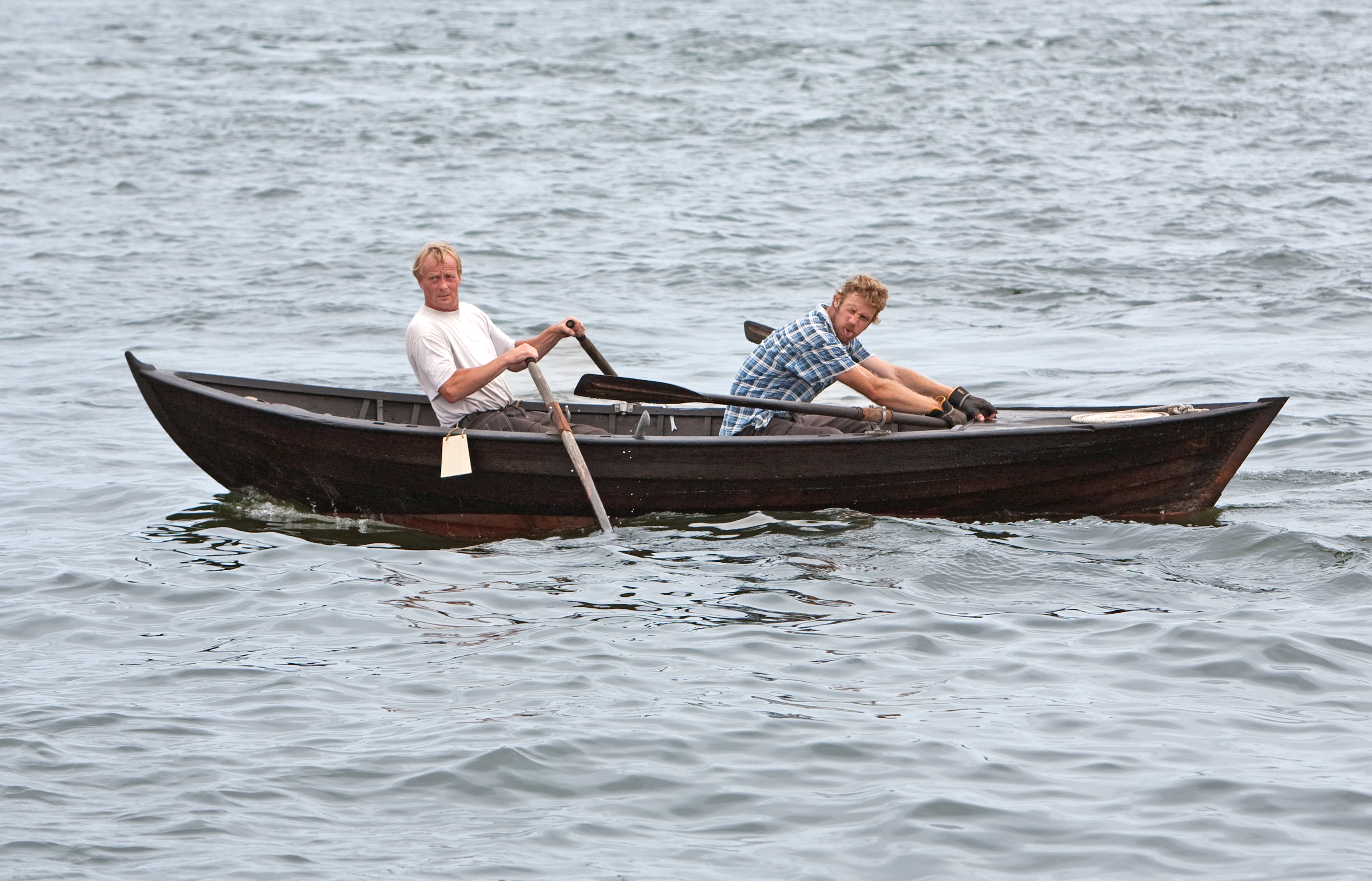
Svensk allmogebåt i roddtävling
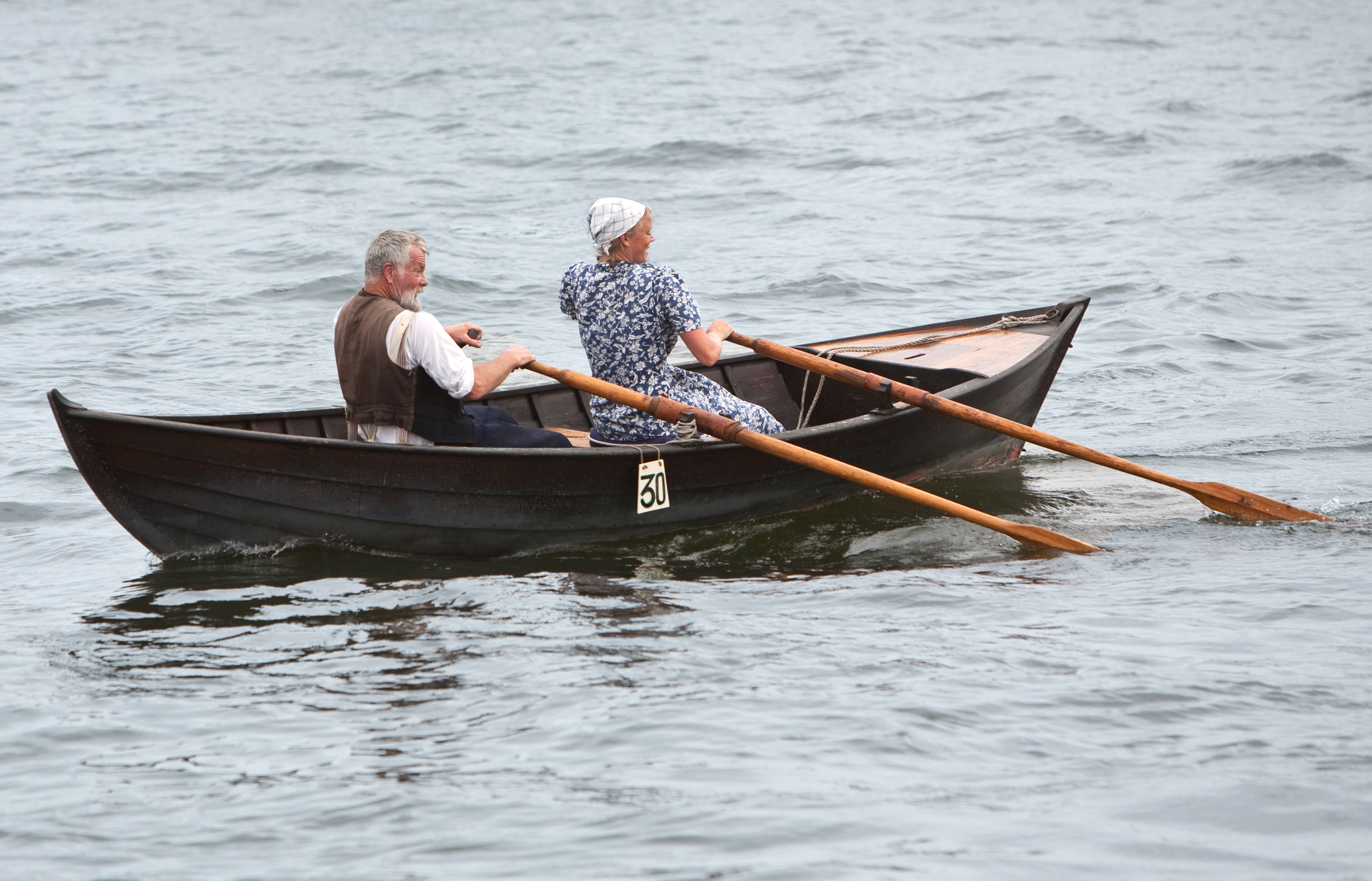
Svensk allmogebåt i roddtävling
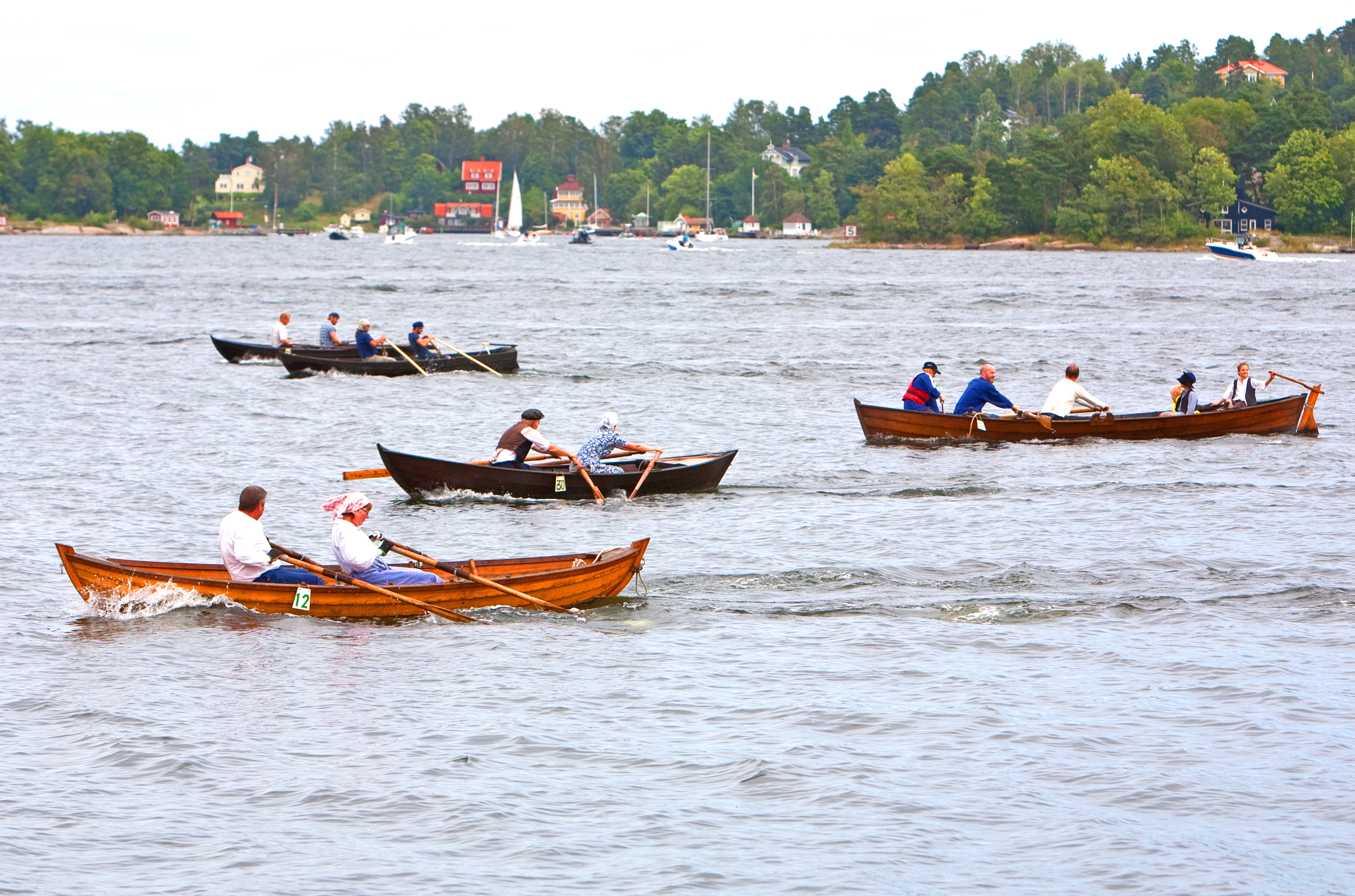
Svenska allmogebåtar i roddtävling
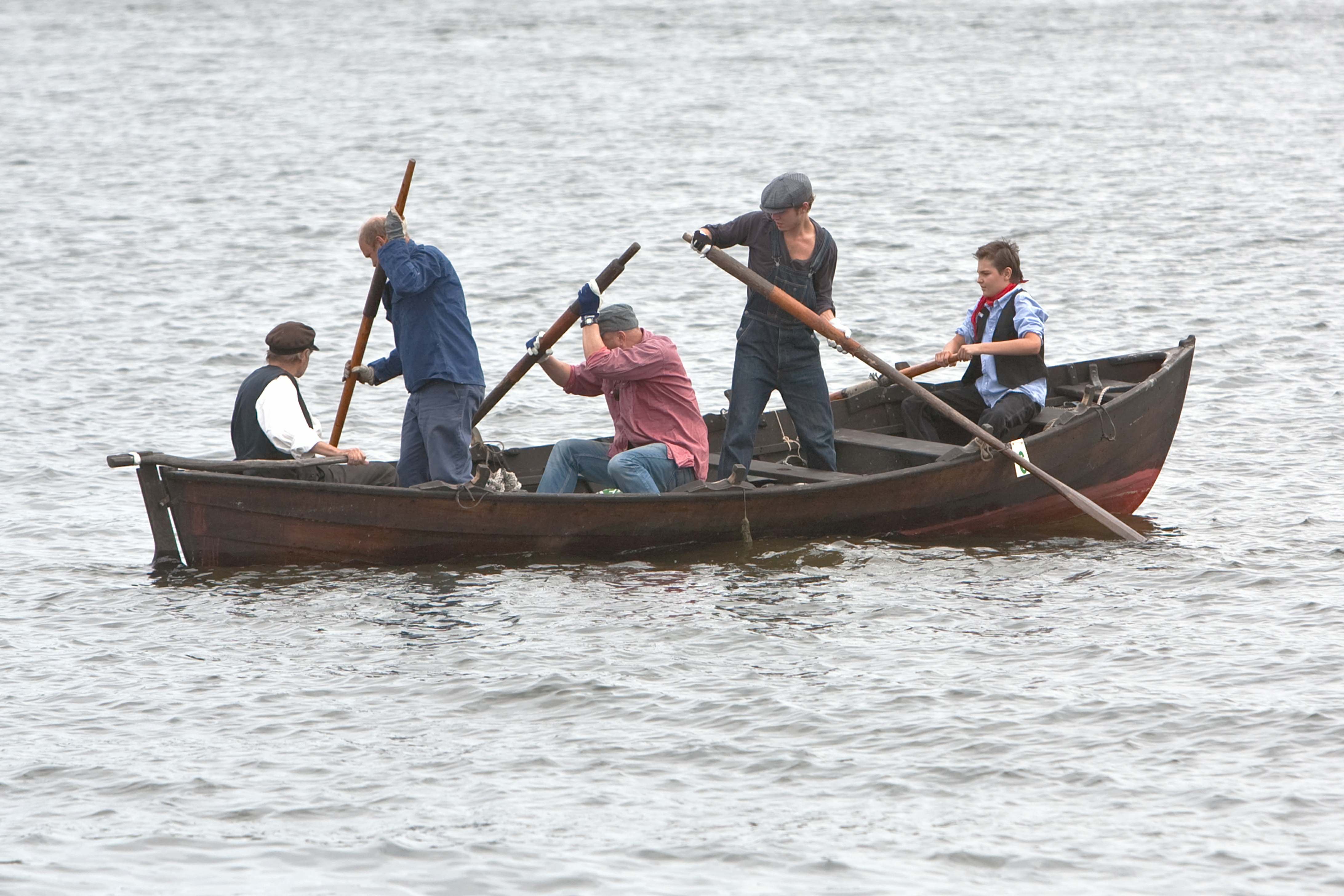
Svensk allmogebåt som gått på grund
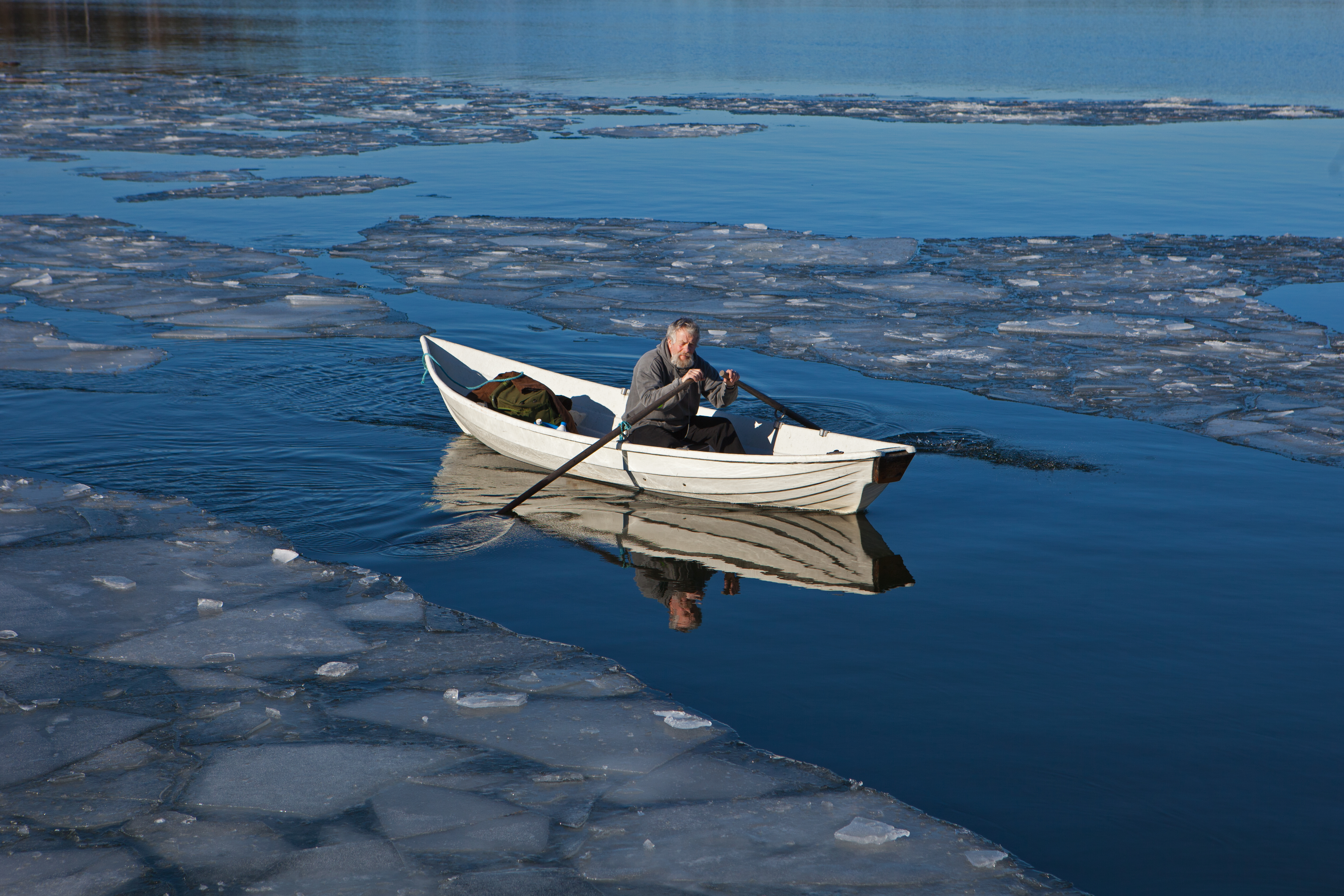
Svensk allmogebåt tidig vår

## Typer av allmogebåtar i urval
- Blekingeeka
- Kosterbåt
- Kyrkbåt
- Skötbåt
- Snipa
- Sommaskep, för resor till Tranås på sjön Sommen, med tre eller fyra par åror.[1][2]
- Storbåt (allmogebåt)